# Kathryn Thorntonová
Kathryn Thorntonová (* 17. srpna 1956 Montgomery, stát Alabama, USA) je americká vědkyně a astronautka. Ve vesmíru byla čtyřikrát.

## Život

### Mládí a výcvik
V roce 1970 absolvovala střední školu v rodném Montgomery, roky 1970 až 1974 strávila na Auburn Univerzity (obor fyzika), v letech 1974 až 1979 studovala na University of Virginia (opět hlavně fyzika).
Pracovala pak v řadě laboratoří v USA i Německu.
V týmu astronautů NASA byla v letech 1984 až 1996. Vdala se za Stevena Thorntona a mají spolu tři děti.

### Lety do vesmíru
Na oběžnou dráhu se v raketoplánech dostala čtyřikrát a strávila ve vesmíru 40 dní, 15 hodin a 14 minut. Byla 222. člověkem ve vesmíru, 12. ženou. Absolvovala tři výstupy do kosmu.
- STS-33 Discovery (23. listopadu 1989 – 28. listopadu 1989), letová specialistka
- STS-49 Endeavour (7. května 1992 – 16. května 1992), letová specialistka
- STS-61 Endeavour (2. prosince 1993 – 13. prosince 1993), velitelka užitečného zařízení
- STS-73 Columbia, (20. říjen 1995 – 5. listopad 1995), velitelka užitečného zařízení a letová specialistka

## Po návratu
Po odchodu z týmu u NASA se vrátila na školu jako vyučující profesorka a nakonec i ředitelka.